# Ai Xuan
Ai Xuan (艾軒), född 11 november 1947 i Jinhua, är en kinesisk målare.
Ai Xuan är son till poeten Ai Qing och halvbror till Ai Weiwei. Han examinerades från Konstakademins i Beijing förberedande skola 1967, men tvingades under kulturrevolutionen  arbeta på ett arméjordbruk i Tibet. Från 1973 kunde han arbeta som konstnär i Chengdu.
Från 1984 var han lärare på Beijings konstakademi och undervisade år 1987 på Oklahoma City University i USA.